# Comuna Barativka, Snihurivka
Barativka (în ucraineană Баратівка) este o comună în raionul Snihurivka, regiunea Mîkolaiiv, Ucraina, formată din satele Barativka (reședința), Cervonîi Promin, Hreceanivka, Novosofiivka, Petropavlivske și Romanovo-Bulhakove.

## Demografie
Componența lingvistică a comunei Barativka
     Ucraineană (91,24%)
     Rusă (7,76%)
     Alte limbi (0,48%)
Conform recensământului din 2001, majoritatea populației comunei Barativka era vorbitoare de ucraineană (91,24%), existând în minoritate și vorbitori de rusă (7,76%).